# Golden (Harry Styles)
Golden  is een nummer van de Britse zanger Harry Styles afkomstig van zijn tweede studioalbum Fine Line (2019). Het nummer is geschreven door Styles naast Mitch Rowland, Tyler Johnson en Kid Harpoon (Thomas Hull), waarbij Johnson en Harpoon respectievelijk de productie en coproductie verzorgen. Het nummer werd op 23 oktober 2020 uitgebracht als de vijfde single van het album.
De tekst van het nummer gaat over gelukkig zijn en je goed voelen. De videoclip voor "Golden" werd geregisseerd door Ben Turner en Gabe Turner en ging in première op 26 oktober 2020. In de videoclip wordt Styles getoond terwijl hij rent, zwemt en met een auto rijdt langs de Amalfikust in Italië.
"Golden" werd gekozen als Alarmschijf door Qmusic. Het was zijn tweede Alarmschijf. Het nummer kwam in Nederland op 7 november 2020 binnen als hoogste binnenkomer op plaats 30 in de Nederlandse Top 40 en bereikte uiteindelijk als hoogste notering plaats 21 in de lijst. "Golden" werd ook gekozen als NPO Radio 2 Top Song, 3FM Megahit en 538 Favourite.
In Vlaanderen kwam "Golden" binnen op plaats 46 in de Vlaamse Ultratop 50 Singles  op 21 november 2020 en bereikte uiteindelijk als hoogste notering plaats 37 in de lijst.

## Hitnoteringen

### Nederlandse Top 40
| Hitnotering: 07-11-2020 t/m 26-12-2020 | Hitnotering: 07-11-2020 t/m 26-12-2020 | Hitnotering: 07-11-2020 t/m 26-12-2020 | Hitnotering: 07-11-2020 t/m 26-12-2020 | Hitnotering: 07-11-2020 t/m 26-12-2020 | Hitnotering: 07-11-2020 t/m 26-12-2020 | Hitnotering: 07-11-2020 t/m 26-12-2020 | Hitnotering: 07-11-2020 t/m 26-12-2020 | Hitnotering: 07-11-2020 t/m 26-12-2020 | Hitnotering: 07-11-2020 t/m 26-12-2020 |
| Week:                                  | 1                                      | 2                                      | 3                                      | 4                                      | 5                                      | 6                                      | 7                                      | 8                                      |                                        |
| -------------------------------------- | -------------------------------------- | -------------------------------------- | -------------------------------------- | -------------------------------------- | -------------------------------------- | -------------------------------------- | -------------------------------------- | -------------------------------------- | -------------------------------------- |
| Positie:                               | 30                                     | 23                                     | 21                                     | 21                                     | 23                                     | 24                                     | 30                                     | 40                                     | uit                                    |

### Nederlandse Single Top 100
| Hitnotering: 07-11-2020 t/m 12-12-2020 | Hitnotering: 07-11-2020 t/m 12-12-2020 | Hitnotering: 07-11-2020 t/m 12-12-2020 | Hitnotering: 07-11-2020 t/m 12-12-2020 | Hitnotering: 07-11-2020 t/m 12-12-2020 | Hitnotering: 07-11-2020 t/m 12-12-2020 | Hitnotering: 07-11-2020 t/m 12-12-2020 | Hitnotering: 07-11-2020 t/m 12-12-2020 |
| Week:                                  | 1                                      | 2                                      | 3                                      | 4                                      | 5                                      | 6                                      |                                        |
| -------------------------------------- | -------------------------------------- | -------------------------------------- | -------------------------------------- | -------------------------------------- | -------------------------------------- | -------------------------------------- | -------------------------------------- |
| Positie:                               | 100                                    | 56                                     | 55                                     | 61                                     | 69                                     | 96                                     | uit                                    |

### Vlaamse Ultratop 50
| Hitnotering: 21-11-2020 t/m 09-01-2021 | Hitnotering: 21-11-2020 t/m 09-01-2021 | Hitnotering: 21-11-2020 t/m 09-01-2021 | Hitnotering: 21-11-2020 t/m 09-01-2021 | Hitnotering: 21-11-2020 t/m 09-01-2021 | Hitnotering: 21-11-2020 t/m 09-01-2021 | Hitnotering: 21-11-2020 t/m 09-01-2021 | Hitnotering: 21-11-2020 t/m 09-01-2021 | Hitnotering: 21-11-2020 t/m 09-01-2021 | Hitnotering: 21-11-2020 t/m 09-01-2021 |
| Week:                                  | 1                                      | 2                                      | 3                                      | 4                                      | 5                                      | 6                                      | 7                                      | 8                                      |                                        |
| -------------------------------------- | -------------------------------------- | -------------------------------------- | -------------------------------------- | -------------------------------------- | -------------------------------------- | -------------------------------------- | -------------------------------------- | -------------------------------------- | -------------------------------------- |
| Positie:                               | 46                                     | 48                                     | 42                                     | 41                                     | 42                                     | 38                                     | 37                                     | 43                                     | uit                                    |

### NPO Radio 2 Top 2000
| Nummer met noteringen in de NPO Radio 2 Top 2000 | '21 | '22 | '23 | '24 |
| ------------------------------------------------ | --- | --- | --- | --- |
| Golden                                           | 847 | 585 | 722 | 916 |

1. ↑  Een vetgedrukt getal geeft de hoogste notering aan.
2. ↑  2021 was het eerste jaar met een notering voor dit nummer.